# Halliste
Halliste je 86 km duga rijeka u okrugu Viljandimau, Estonija. Lijeva je pritoka rijeke Navesti. Njezin izvor se nalazi na visoravni Sakale. Površina sliva rijeke Halliste je 1.900 km², a prosječni istjek je 17,3 m³/s.
Nalazi se u nacionalnom parku Soomaa.